# Amfiklia-Elatia
Amfiklia-Elatia (tiếng Hy Lạp: ?) là một khu tự quản ở vùng Trung Hy Lạp, Hy Lạp. Khu tự quản Amfiklia-Elatia có diện tích 533 kilômét vuông, dân số theo điều tra ngày 18 tháng 3 năm 2001 là 13024 người.